# Cluck-U Chicken
A Cluck-U Chicken, também conhecida como Cluck University, é uma cadeia americana de restaurantes de fast food, com a maioria dos estabelecimentos nos estados americanos de Maryland e Nova Jérsia, mas há estabelecimentos na Pensilvânia, bem como um estabelecimento em Ohio e um estabelecimento internacional no Líbano, Kuwait e Emirados Árabes Unidos. Anteriormente, havia vários outros estabelecimentos, incluindo Delaware, Flórida, Carolina do Norte e Washington, D.C., bem como um estabelecimento em Fort Collins, Colorado.
Embora a maioria das unidades seja franquia, a Cluck-U também opera lojas de propriedade de empresas, com um menu mais limitado, sob o nome de Cluckster's.

## História
A Cluck-U Chicken foi fundada por Robert Ilvento em 1985. O primeiro local foi em Novo Brunswick, Nova Jérsia, na Universidade Rutgers. Ilvento vendeu o negócio em 1999.
Em 2000, JP Haddad adquiriu os direitos para desenvolver a franquia nacionalmente, enquanto Ilvento começou a promover o negócio.

## Produtos
A Cluck-U Chicken (também conhecida como “Cluck”) serve buffalo wings (“wingers”) com uma variedade de molhos tradicionais, incluindo Honey-Hickory e molhos picantes na escala Mild, Atomic, Nuclear, Thermo-Nuclear, 911 e Nuclear Fusion. Em alguns locais onde o molho “911” é servido, os clientes devem assinar um termo de responsabilidade. Outros produtos alimentícios incluem sanduíches de frango, saladas, aperitivos, frango empanado, batatas fritas, tigelas de arroz, sanduíches de peixe e similares.